# 리처드 피츠랄프
리처드 피츠랄프(Richard FitzRalph, 1300년 경 ~ 1370년 12월 16일)는 14세기 활동한 스콜라주의 철학자, 신학자이다. 그의 사상은 존 위클리프의 사상에 상당한 영향을 주었다.
아일랜드 던도크의 부유한 앵글로-노르만 가정에서 태어났다. 1325년, 옥스퍼드 대학교 베일리얼 칼리지의 교수로 활동했다. 1331년, 신학 박사 학위를 받고 얼마 지나지 않아 옥스퍼드 대학교의 부총장이 되었다.
부총장으로 있을 때 박사들과 학생들의 분리 문제로 인한 위기가 찾아왔으며 1334년 아비뇽의 교황청에 처음 방문했을 것으로 추정된다. 그는 이듬해 잉글랜드로 돌아와서 리치필드의 장(Dean of Lichfield)으로 지명을 받는다. 1337년 아비뇽을 다시 방문한 뒤 1344년까지 그곳에 계속 머물렀다. 1346년 7월 31일, 아마 대주교(Archbishop of Armagh) 봉헌 교황 확인서를 수령했다.
1349~1351년부터 3번째 방문을 하였고 그곳에서 아르메니아 사도교회와 교황 클레멘스 6세 간 협상에 참여했다.
1360년, 옥스퍼드 대학교의 총장이 되었을 가능성이 있다.

## 저서
- Lectura on the Sentences[3]
- Summa de Quaestionibus Armenorum[4]
- Commentary on the Physics (소실)[4]
- 《구세주의 가난에 대하여 De pauperitate Salvatoris》[5]

## 참고 자료
- "Latin Learning and Literature in Ireland, 1169–1500", A.B. Scott, in "A New History of Ireland", volume one, 2005.
- Biography, New Advent Catholic Encyclopedia.